# Tamburo
Tamburo är trummor av varierande storlek:
- Tamburo grande är en stor orkestertrumma med cirka en meters diameter och skinnmembran på båda sidor. Används i huvudsakligen i militär- symfoni- eller operaorkestrar.
- Tamburo militare betyder virveltrumma, och är en mindre variant av tamburo grande.